# 7754 Gopalan
A 7754 Gopalan (ideiglenes jelöléssel 1989 TT11) a Naprendszer kisbolygóövében található aszteroida. Schelte J. Bus fedezte fel 1989. október 2-án.